# Hjälmbrosklav
Hjälmbrosklav (Ramalina baltica) är en lavart som beskrevs av Lettau. Hjälmbrosklav ingår i släktet Ramalina och familjen Ramalinaceae.  Arten är reproducerande i Sverige. Inga underarter finns listade i Catalogue of Life.